# Veronika Major
Veronika Major (Keszthely, 19 de março de 1997) é uma atiradora esportiva húngara.

## Carreira
Como júnior, Major obteve sucesso no tiro com carabina de pressão, ganhando medalhas em três campeonatos mundiais e se tornando campeã mundial feminina júnior em 2014 e 2016. Em 2019 sagrou-se Campeã Europeia de Corrida de 50m Alvo Misto.
Como o Running Target não é uma disciplina olímpica, ela mudou para eventos de pistola olímpica quando estava no último ano, ganhando medalhas de ouro na pistola de ar de 10 m e na pistola esportiva de 25 m durante a série da Copa do Mundo ISSF de 2019. Em 2022, ela teve um desempenho forte novamente, ganhando medalhas de prata na Pistola Esportiva 25m nas partidas da Copa do Mundo ISSF de 2022 em Baku e Cairo. Essa sequência de desempenho continuou em 2023 com três medalhas de ouro no Rio de Janeiro e no Cairo, tanto na pistola de 25m quanto na pistola de ar de 10m. Em setembro de 2023, Major venceu o campeonato nacional húngaro na pistola 25 metros.
Nos Jogos Olímpicos de Verão de 2024, em Paris, conquistou a medalha de bronze na prova de pistola livre 25 m feminino.